# Pressefreiheit Preis
Il Pressefreiheit Preis (Premio per la libertà di Stampa) è un premio internazionale conferito annualmente dalla Associazione nazionale dei giornalisti tedeschi DJV (Deutscher Journalisten-Verband).
Il premio viene assegnato annualmente a Berlino, dai sette membri della giuria dell'associazione, a giornalisti professionisti della carta stampata, che si sono distinti internazionalmente per il loro impegno nella difesa del diritto di informazione, delle libertà di parola, libertà di stampa e libertà di pensiero.